# Ignacy Mielżyński
Ignacy Mielżyński, (ur. 19 lutego 1871 w Chobienicach, zm. 11 stycznia 1938 w Iwnie) – hrabia, podpułkownik kawalerii Wojska Polskiego, kawaler Orderu Virtuti Militari, polski działacz narodowy w Wielkopolsce i na Śląsku, w 1922 posiadał majątki ziemskie o powierzchni 10 970 ha.

## Życiorys
Urodził się 19 lutego 1871 w Chobienicach, w rodzinie Karola i Emilii z Bnińskich. Starszym bratem Ignacego był Maciej Mielżyński. Kształcił się w gimnazjum francuskim w Berlinie (2 lata), a następnie w Szkole Kadetów w Dreźnie (1884–1890). W 1890 odbył jednoroczną służbę w 1 Pułku Królewskich Huzarów Saskich w Grossenheim. 24 sierpnia 1891 mianowany został podporucznikiem. Ukończył szkoły jeździeckie w Nysie, Dreźnie i Wiedniu. Z zamiłowaniem i talentem uprawiał sport jeździecki, startując z powodzeniem na renomowanych niemieckich torach wyścigowych. W 1895 zapisał się na studia rolnicze na Uniwersytecie w Halle. Praktykował w Działyniu pod Gnieznem.
Jego ojciec hrabia Karol Mielżyński z Chobienic upatrywał w nim dziedzica swej fortuny. Ignacy zawiódł go przegrywając w karty w ciągu kilku wieczorów w poznańskim „Bazarze” powierzoną mu przez rodzica ogromną sumę 250 000 marek, która miała stanowić posag jego siostry. Za to go wywłaszczono i wypędzono z domu. Zaopiekował się nim jego stryj, hrabia Józef Mielżyński z Iwna, oddając mu w zarządzanie majątek iwieński, którego Ignacy okazał się zdolnym administratorem. W 1901 poślubił swą stryjeczną siostrę Sewerynę Mielżyńską i wszedł w posiadanie Iwna.
W 1909 odkupił od brata Macieja Chobienice. Jako dziedzic wielkiej fortuny wykupywał ziemie z rąk niemieckich i udzielał się w życiu społecznym. Działał m.in. w radzie nadzorczej „Bazaru” narażając się na krytykę za włączenie tej instytucji do powitania cesarza Wilhelma II w Poznaniu w 1913. Jako wielki miłośnik koni był znakomitym jeźdźcem i hodowcą. Założył w Iwnie hodowlę koni półkrwi, a potem pełnej krwi angielskiej. Cieszył się opinią świetnego organizatora polowań, a także konkursów psów myśliwskich (1909–1910). Był bezdzietny, ale plotkowano, że uwodził dziewczęta wiejskie, którym zwykle dawał w wianie krowę. W latach 1905–1914 był członkiem Rady Nadzorczej „Bazaru”, a od 1914 aż do śmierci członkiem dyrekcji.
2 sierpnia 1914 powołany został do wojska jako dowódca oddziału kawalerii XII Korpusu. Następnie służył kolejno w baonie zapasowym w Poznaniu, w 50 Dywizji Piechoty, Pułku Królewskich Strzelców Konnych w Poznaniu, w 63 pułku artylerii lekkiej, 15 pułku artylerii konnej. 12 października 1917 został przeniesiony do rezerwy. Awansowany do stopnia porucznika.
W szeregi powstańcze wstąpił 30 grudnia 1918, uczestnicząc w potyczce pod Zdziechową jako „rolnik z Iwna”. 8 stycznia 1919 zgłosił się w Poznaniu w Forcie Grollmana. Do 31 stycznia dowodził kompanią, był szefem sztabu i dowództwa odcinka łabiszyńskiego frontu północnego Powstania Wielkopolskiego. 1 lutego mianowany został dowódcą odcinka. Kierował akcją ataku na Rynarzewo i kilkakrotnie osobistym męstwem przyczynił się do utrzymania pozycji. Relację z tych walk spisał w latach 30. W opinii Jana Tomaszewskiego jako dowódca odcinka dowiódł, że „silna wola jednostki może dokonać rzeczy na pozór niemożliwych. Pod Rynarzewem osobiście prowadził pierwsze linie do ataku, niosąc karabin maszynowy”. 1 kwietnia 1919 został przydzielony do 5 pułku Strzelców Wielkopolskich, a 12 lipca do sztabu frontu północnego. 5 lipca 1919 na własną prośbę został zwolniony z formacji wielkopolskich i udał się jako ochotnik na Śląsk.
W sierpniu 1919 na czele 300-osobowego oddziału przybył do Sosnowca, aby wziąć udział w I powstaniu śląskim.
Po powrocie ze Śląska przydzielony został do dowództwa I Brygady Jazdy Wielkopolskiej. 25 marca 1920 wszedł w skład Międzynarodowej Komisji Granicznej dla ustanowienia granicy polsko-niemieckiej. 13 lipca 1920 zatwierdzony został na dowódcę 1 pułku ochotniczego Jazdy Wielkopolskiej Nr 215, który sformował z własnej inicjatywy i częściowo na własny koszt. Na czele pułku walczył w bitwie pod Brodnicą, podczas której pełnił także funkcje szefa sztabu, a potem na froncie litewsko-białoruskim. Odznaczony Krzyżem Srebrnym Orderu Virtuti Militari za przebicie się szarżą z zasadzki w rejonie Nowogródka oraz późniejszy wypad na Łunin (2 października 1920).
Dekretem Naczelnego wodza (z 30 marca 1920) awansowany do stopnia rotmistrza, później – majora, a 20 września – podpułkownika. Pułk Ochotniczy przemianowany został na 26 pułk Ułanów Wielkopolskich. 19 grudnia 1921 przeszedł do rezerwy, poświęcając się rolnictwu.
W czasach II Rzeczypospolitej Iwno było drugą co do wielkości stadniną w Wielkopolsce, dostarczało rocznie ok. 50 koni dla wojska, jak również otrzymywało nagrody na wystawach hodowlanych oraz za świetne konie wyścigowe. Popularny hrabia Ignacy, nazywany żartobliwie „Inusiem” był ponoć na co dzień wielkim skąpcem, ale jak trzeba było, potrafił okazać hojność. Z Iwna do Poznania przyjeżdżał rolls-roycem, a w ulubionej restauracji Dybizbańskiego zamawiał dla siebie na śniadanie „kartofelki w mundurkach, gziczek, śledzik i masełko”. Swemu szoferowi kazał podawać wszystko, co najlepsze. Najliczniejsi goście przyjeżdżali do Iwna na polowania – latem na kaczki, jesienią na kuropatwy, a zimą na zające. W 1932 u Mielżyńskich gościł sam Jan Kiepura, polując m.in. na daniele. W 1937 zatrzymała się tu w podróży poślubnej młoda królewska para z Holandii – królewna Julianna i książę Bernard Lippe Biesterfeld. Rodzice księcia byli zaprzyjaźnieni z rodziną Mielżyńskich. Z tej okazji odbył się wielki raut towarzyski, a potem polowanie, podczas którego ubito m.in. 800 zajęcy.
W ostatnich latach życia mimo różnych problemów hrabia zachowywał pogodę ducha, chętnie grywał w brydża. Zmarł 11 stycznia 1938.
Jego pogrzeb odbył się zgodnie z dawną tradycją. Orszak żałobny z pałacu do kościoła prowadził biskup Karol Radoński. Na trumnie spoczywała ułańska rogatywka 26 pułku ułanów, a obok niej kawaleryjska szabla. Za trumną swego pana szedł jego koń bojowy, osiodłany kulbaką, wiekowy rumak Cytrus. Asystę honorową stanowiła kompania 15 pułku ułanów z Poznania oraz delegacja 26 pułku ułanów z Baranowicz. Żyjący na krawędzi dwóch epok Ignacy Mielżyński – postać, w której więcej było blasku niż cieni, spoczął na cmentarzu przy kościele w Iwnie. Wkrótce zbudowano tam kaplicę, w której obok męża w 1961 spoczęła jego żona. Miejscem tym opiekują się byli ułani 26 pułku i społeczeństwo Ziemi Kostrzyńskiej.
Chobienice były gospodarstwem wzorowym, prowadzonym według najnowszych metod. Oprócz produkcji nasiennej opartej na nowoczesnych sprowadzanych z zagranicy odmianach zbóż hodowano bydło rasy czarno-białej nizinnej, konie pełnej krwi i półkrwi i konie wojskowe, w dwóch owczarniach hodowano owce jedynie dla produkcji wełny, w celu zaopatrywania w wełnę armię. Inną formą działalności gospodarczej było rybołówstwo. Drzewo sprzedawano na eksport. Torfiarnia zaopatrywała w opał. Chobienice posiadały na folwarku Godziszewo wapniarnię z bogatymi pokładami wapna nawozowego i budowlanego, dwie gorzelnie. Do majątku należała też wielka parowa cegielnia w Zbąszyniu, finansowana przez kasę gospodarczą, zatrudniającą bezrobotnych ze Zbąszynia.
Spadkobiercą Ignacego Mielżyńskiego był jego adoptowany syn – Józef Mielżyński-Wichliński. Zmarł w niewoli niemieckiej w 1943.

## Ordery i odznaczenia
- Krzyż Srebrny Orderu Wojskowego Virtuti Militari Nr 5269 (1922)[3][2],
- Krzyż Niepodległości (20 lipca 1932)[4],
- Krzyż Walecznych,
- Złoty Krzyż Zasługi,
- Komandoria Orderu Zasługi Rolniczej „Ordre du Mérite agricole” (Francja).